# Pour la démocratie sociale
Pour les articles homonymes, voir Podemos.
Pour la démocratie sociale ou Por la Democracia Social, abrégé sous son acronyme partiel Podemos en espagnol et français : « Nous pouvons » en français, est un parti politique vénézuélien fondé en 2003 d'une scission du Mouvement vers le socialisme. Il est membre de la Conférence permanente des partis politiques d'Amérique latine et des Caraïbes et du Grand Pôle patriotique Simón Bolívar.
Il est dirigé par Ismael García (es) et Didalco Bolívar (es).